# Gerard James Borg
Pour les articles homonymes, voir Borg.
Gerard James Borg est un parolier maltais. Avec le compositeur Philip Vella, il est l'auteur de six chansons de Malte au Concours Eurovision de la chanson.
Borg et Vella sont également l'auteur et le compositeur de la chanson Reaching Higher, thème officiel des Jeux des petits États d'Europe de 2003 qui ont eu lieu à Malte cette année-là.
Borg co-écrit également la chanson Shine qui représentera la Russie au Concours Eurovision de la chanson 2014 et des chansons pour plusieurs sélections nationales dans d'autres pays, dont la France, la Norvège, les Pays-Bas, la Belgique, la Grèce, l'Islande, la Bulgarie et la Roumanie.
Borg écrivit des articles de style pour le blog de Times of Malta et certaines de ses créations de mode sont apparues dans la publication de mode allemande Burda Style.
Il est également auteur de romans.

## Chansons au Concours Eurovision de la chanson
- Desire par Claudette Pace  (Malte, 2000)
- 7th Wonder par Ira Losco  (Malte, 2002)
- On Again... Off Again par Julie & Ludwig  (Malte, 2004)
- Vertigo par Olivia Lewis   (Malte, 2007)
- Vodka par Morena   (Malte, 2008)
- Shine par les jumelles Tolmatcheva   (Russie, 2014)
- Breathlessly par Claudia Faniello (Malte, 2017)